# Zbigniew Spruch
Zbigniew Spruch (Kożuchów, 13 december 1965) is een Pools voormalig wielrenner. Hij reed voor Mapei en verder jarenlang voor Lampre. Spruch werd op het WK wielrennen van 2000 in het Franse Plouay tweede achter Romāns Vainšteins. 

## Carrière
Spruch vertegenwoordigde zijn vaderland bij de Olympische Spelen van 1996 in Atlanta, en eindigde daar op de negende plaats in de individuele wegwedstrijd. Spruch kon goed uit de voeten in de noordelijke klassiekers. De Pool reed gedurende zijn professionele loopbaan (1992–2003) voornamelijk in dienst van de Italiaanse wielerploeg Lampre van Giuseppe Saronni en behaalde vooral bij deze ploeg mooie ereplaatsen in het voorjaar. Spruch reed in 1997 en 1998 voor de Mapei-ploeg van opnieuw Saronni en Patrick Lefevere. 
In 1999 werd Spruch tweede in Gent-Wevelgem, achter toenmalig Belgisch kampioen Tom Steels van de Mapei-ploeg. Ook werd hij derde in Milaan-San Remo achter winnaar Andrei Tchmil van Lotto en Erik Zabel van Telekom. Ten slotte eindigde de Pool datzelfde jaar als vijfde in de Ronde van Vlaanderen gewonnen door Peter Van Petegem. Spruch kwam over de streep met Bartoli op acht seconden van Van Petegem, Vandenbroucke en Museeuw. 

## Belangrijkste overwinningen
1988
3e etappe Vredeskoers
1989
2e etappe Vredeskoers
1991
Memorial Grundmanna I Wizowskiego
1993
Puntenklassement Ronde van Polen
1995
1e etappe Midi Libre
Proloog en 2e etappe Ronde van Polen
Eind- en puntenklassement Ronde van Polen
1998
1e etappe Ronde van Polen
Puntenklassement Ronde van Polen

## Resultaten in voornaamste wedstrijden
| Jaar | Ronde van Italië | Ronde van Frankrijk | Ronde van Spanje |
| ---- | ---------------- | ------------------- | ---------------- |
| 1992 | 47e              |                     |                  |
| 1993 |                  | opgave              | 46e              |
| 1994 | 66e              |                     |                  |
| 1995 | opgave           |                     |                  |
| 1996 | 47e              | opgave              |                  |
| 1997 | 100e             |                     |                  |
| 1998 | 72e              |                     |                  |
| 1999 |                  | opgave              | opgave           |
| 2000 |                  |                     |                  |
| 2001 |                  |                     |                  |
| 2002 |                  |                     | 130e             |
| 2003 |                  |                     |                  |

| Jaar | Milaan-San Remo | Gent-Wevelgem | Ronde van Vlaanderen | Parijs-Roubaix | Amstel Gold Race | Luik-Bast.‑Luik | Parijs-Tours |  | WK op de weg |  | Wereldranglijsten |
| ---- | --------------- | ------------- | -------------------- | -------------- | ---------------- | --------------- | ------------ |  | ------------ |  | ----------------- |
| 1992 | 37e             |               |                      |                |                  |                 |              |  | 56e          |  |                   |
| 1993 | 48e             | 11e           | 40e                  |                |                  |                 |              |  |              |  |                   |
| 1994 | 14e             | 6e            | 15e                  |                |                  |                 | ↑            |  |              |  | 17e (UWB)         |
| 1995 | 23e             | 6e            | 71e                  |                |                  | 47e             | 95e          |  |              |  |                   |
| 1996 | 113e            | 31e           | 63e                  |                |                  |                 |              |  |              |  |                   |
| 1997 | 63e             | 63e           |                      | 51e            |                  |                 |              |  |              |  |                   |
| 1998 |                 |               |                      |                |                  |                 | 80e          |  | 44e          |  |                   |
| 1999 | ↑               | Zilver        | 5e                   | 14e            | 14e              | 12e             | 19e          |  |              |  | 8e (UWB)          |
| 2000 | 4e              |               | 9e                   | 15e            | 8e               | 15e             | 7e           |  | ↑            |  |                   |
| 2001 |                 |               |                      |                |                  |                 | 10e          |  |              |  |                   |
| 2002 | 99e             |               | 38e                  | 15e            | 38e              |                 | 39e          |  | 50e          |  | 36e (UWB)         |
| 2003 | 59e             |               | 37e                  |                |                  |                 |              |  |              |  |                   |

## Ploegen
- 1992 –  Lampre-Colnago
- 1993 –  Lampre-Polti
- 1994 –  Lampre-Panaria
- 1995 –  Lampre-Panaria
- 1996 –  Panaria-Vinavil
- 1997 –  Mapei-GB
- 1998 –  Mapei-Bricobi
- 1999 –  Lampre-Daikin
- 2000 –  Lampre-Daikin
- 2001 –  Lampre-Daikin
- 2002 –  Lampre-Daikin
- 2003 –  Lampre

Wielerploegen van Zbigniew Spruch
Belli ·
Bincoletto ·
Bodyk ·
Bono ·
Bontempi ·
Bortolami ·  
D. Bramati ·
L. Bramati ·
Cortinovis ·
Krawczyk ·
Lombardi ·
Martinelli · 
Nicoletti ·
Piovani ·
Spruch ·
Svorada ·  
Szerszynski · 
Tonkov
Abdoezjaparov ·
Allocchio ·
Belli ·
Bono ·
Bortolami ·  
D. Bramati ·
L. Bramati ·
Cortinovis ·
da Silva ·
Fondriest ·
Gualdi ·
Hontsjenkov ·
Lietti ·
Lombardi ·
Oesjakov · 
Spruch ·
Svorada ·  
Szerszynski · 
Tonkov ·
Zen ·
Totschnig (stagiair)
Belli ·
Bramati ·
Conti ·
Faresin ·
Fondriest ·
Galletti ·
Gualdi ·
Hontsjenkov ·
Lietti ·
Lombardi ·
Serpellini · 
Spruch ·
Svorada ·  
Tonkov ·
Trepin ·
Zen ·
Prada (stagiair)
Baronti ·
Belli ·
Bramati ·
Conti ·
Dolci ·
Faresin ·
Fondriest ·
Galletti ·
Hontsjenkov ·
Perona ·
Serpellini · 
Spruch ·
Svorada ·  
Tonkov ·
Zanolini ·
Zen
Abe ·
Baronti ·
Belli ·
Bramati ·
Camenzind ·
Conti ·
Dolci ·
Faresin ·
Fois ·
Galletti ·
Missaglia ·
Panzeri ·
Previtali ·
Serpellini · 
Spruch ·
Svorada ·  
Tonkov
Abe · Ballerini · Bomans · Bramati · Bugno · Camenzind · Di Grande · Faresin · Fois · Jaskuła · Lanfranchi · Leysen · Mattan · Missaglia · Museeuw  · Nardello · Peeters · Pianegonda · Spruch · Steels · Svorada · Tafi · Tonkov · Vandenbroucke · Zanini · Algeri (stagiair) 
Ballerini · Belohvoščiks · Bramati · Bugno · Camenzind  · Codol · Di Grande · Faresin · Figueras · Frutti · Lanfranchi · Leysen · Mattan · Missaglia · Museeuw · Nardello · Peeters · Pianegonda · Spruch · Steels · Svorada · Tafi · Tonkov · Vandenbroucke · Zanini · Hunter (stagiair) · Huvaere (stagiair) · Van Nueten (stagiair)
Algeri · 
Ballerini · 
Belohvoščiks · 
Bertoletti · 
Camenzind  · 
Codol · 
Della Vedova · 
Dierckxsens · 
Frutti · 
Hunter · 
Missaglia · 
Padrnos · 
Pianegonda ·
Piccoli · 
Pinotti · 
Serpellini ·  
Spruch · 
Svorada · 
Verstrepen · 
Agreda (stagiair) · 
Minniti (stagiair)
Algeri · 
Ballerini · 
Barbero · 
Belohvoščiks · 
Bertogliati · 
Bertoletti · 
Camenzind · 
Cannone · 
Codol · 
Della Vedova · 
Dierckxsens · 
Frutti · 
Gárate · 
Hunter · 
Missaglia · 
Piccoli · 
Pinotti · 
Serpellini · 
Simoni · 
Spruch · 
Svorada · 
Verstrepen · 
Pagliarini (stagiair) 
Algeri · 
Barbero · 
Belohvoščiks · 
Bertogliati · 
Bertoletti · 
Camenzind ·  
Codol · 
Della Vedova · 
Dierckxsens · 
Frutti · 
Gárate · 
Hunter · 
Missaglia · 
Pagliarini · 
Piccoli · 
Pinotti · 
Sciandri ·
Serpellini · 
Simoni · 
Spruch · 
Svorada · 
Vandenbroucke (tot 01/06) ·
Verstrepen · 
Martella (stagiair) · 
Zara (stagiair)
Barbero · 
Belohvoščiks · 
Bertogliati · 
Bertoletti ·   
Codol · 
Cortinovis · 
Dierckxsens · 
Frutti · 
Gárate · 
Kadlec · 
Loddo ·
Missaglia · 
Pagliarini · 
Piccoli · 
Pinotti · 
Quinziato ·
Rumšas (tot 28/07) ·
Sciandri ·
Serpellini · 
Spruch · 
Svorada · 
Tonkov ·
Verstrepen
Barbero · 
Belli · 
Bertogliati · 
Bertoletti ·   
Casagrande · 
Cortinovis · 
Gárate · 
Kadlec · 
Loddo ·
Missaglia · 
Pagliarini · 
Piccoli · 
Pinotti · 
Quinziato ·
Ratti ·
Righi ·
Rumšas ·
Sciandri ·
Serpellini · 
Spruch · 
Svorada · 
Vila